# Fassa Bortolo
Fassa Bortolo var et professionelt cykelhold som blev grundlagt i 2000 og opløst i 2005. Holdet havde navn efter sponsoren, et italiensk cement-selskab.
Fassa Bortolo var et tophold og var en del af UCI ProTour i 2005-sæsonen. Blandt rytterne som har cyklet for holdet finder man Alessandro Petacchi, Ivan Basso, Juan Antonio Flecha og Fabian Cancellara.
| Cykling | Spire Denne artikel om cykling er en spire som bør udbygges. Du er velkommen til at hjælpe Wikipedia ved at udvide den. |